# Kang Ho-soon
Pour les articles homonymes, voir Kang.
Kang Ho-soon (né le 10 octobre 1969) est un tueur en série sud-coréen suspecté d’avoir tué sept femmes. Il fut arrêté le 25 janvier 2009 pour avoir assassiné une étudiante universitaire à Ansan, à une trentaine de kilomètres au sud de la capitale sud-coréenne. Le 30 janvier, après que l’on a découvert des traces de sang de l’une de ses victimes sur ses vêtements, il a confessé avoir torturé, violé et étranglé à mort six autres femmes dans la province de Kyonggi, qui ont été portées disparues entre le mois de décembre 2006 et le mois de novembre 2008, dans un des pires cas de meurtres en série de la Corée du Sud.

## Crimes et investigation
« Les apparences sont souvent trompeuses ». On ne peut mieux décrire que par cette expression le tueur en série Kang, qui était décrit comme « un homme doux et à qui on pouvait faire confiance » par ses voisins et collègues de travail. Il était également bel homme et affable. Son visage rieur, apparaissant dans quelques journaux, est assez pour démonter la nature brutale de son crime. Le suspect était aussi apparemment adroit à cacher sa vraie identité sous son apparence docile.
Il est allégué que son premier homicide se fit le 14 décembre 2006 lorsqu’il a étranglé à mort une employée d’un bar karaoké de 45 ans après avoir passé la nuit avec elle à Hwaseong et que les deux eurent eu des rapports sexuels. En date du 7 janvier 2007, il avait déjà tué quatre autres femmes. Censément, il tua une femme au foyer de 48 ans 22 mois plus tard, soit le 19 novembre 2008, à Suwon, ainsi qu’une étudiante de 20 ans à Gunpo un mois plus tard.
Durant 2 jours, la police a emmené Kang Ho-soon sur les lieux de ses meurtres avoués pour reconstituer les crimes, devant les caméras de télévision. Le suspect a expliqué comment il avait agi sans montrer la moindre émotion, "sans regret, ni agitation". Il a indiqué où il avait abandonné ses autres victimes, qu’il a enterrées dans les collines. Des investigateurs ont ainsi pu trouver quatre corps et les ont envoyés à l’Institut National d’Investigation Scientifique pour des analyses d’ADN, a dit Na Won-ho, un officier de police impliqué dans le cas. Un autre corps a été trouvé l’an dernier. Les investigateurs n’ont pas trouvé le corps d’une victime. Tel que reporté par Na, Kang a dit qu’il avait enterré le corps à un endroit ayant subi des changements de terrain depuis qu’un terrain de pratique de golf fut bâti à cet endroit.
Kang est également suspecté d’avoir lui-même allumé l’incendie criminel de 2005 ayant causé la mort de sa quatrième femme et de sa mère, laquelle accusation Kang a dénié, comme l’a mentionné la police dans un rapport. La police a également mentionné aux investigateurs que Kang s’est senti « délaissé » après la mort de sa femme et a ainsi développé ce besoin de tuer environ un an après.
Les investigateurs, experts en crime, et le public se demandent ce qui a pu motiver Kang à commettre autant de meurtres, bien qu’il eût déjà été condamné dans le passé pour d’autres crimes. Des psychologues criminels ont précisé que Kang pouvait bien être un psychopathe typique, manquant de sentiments de componction et de culpabilité. Kang a dit à la police qu’il approchait ses victimes pour le sexe – ou avec l’intention de les violer – pour ensuite les étrangler avec une paire de bas de nylon et enterrer leurs corps. On a d’ailleurs découvert des sous-vêtements féminins et plus de 70 paires de collants dans sa maison de Ansan. Les investigateurs ont rapporté une citation de Kang : « je n’ai pu supprimer mes pulsions après avoir commis le premier meurtre ».
Kang Ho-soon a manifesté l’intérêt d’écrire un livre relatant ses propres crimes, dans le but que ses 2 fils issus de son premier mariage puissent toucher des droits sur les ventes. Bien qu’il ait nié avoir personnellement allumé l’incendie criminel ayant tué sa quatrième épouse et la mère de cette dernière, il craindrait encore que les assurances lui réclament l’argent qu’il avait reçu de l’assurance-vie après le décès de ces dernières.

## Liste des victimes connues
1. Bae, 45 ans, employée dans un bar karaoké, à Gunpo, le 14 décembre 2006
2. Park, 37 ans, employée dans un bar karaoké, à Suwon, le 24 décembre 2006
3. Park, 52 ans, employée de bureau, à Hwaseong, le 3 janvier 2007
4. Kim, 37 ans, employée dans un bar karaoké, à Anyang, le 7 janvier 2007
5. Yeon, 20 ans, étudiante universitaire, à Suwon, le 7 janvier 2007
6. Kim, 48 ans, femme au foyer, à Suwon, le 9 novembre 2008
7. Étudiante universitaire inconnue, 21 ans, à Ansan, le 19 décembre 2008

## Condamnation
En 2005, un autre tueur en série sud-coréen, Yoo Young-chul, a été condamné à la peine capitale pour les meurtres de 20 personnes qu’il avait démembrées afin de les enterrer.
En 2007, un autre tueur en série sud-coréen, Chung Nam-gyu, avait pour sa part été condamné à mort pour les meurtres de 13 personnes et 20 autres tentatives.
Si Kang Ho-soon est déclaré coupable, il devrait être en mesure d’échapper à la peine capitale comme ses deux derniers prédécesseurs, celle-ci était encore dispensée mais n’étant plus exécutée depuis près de 10 ans en Corée du Sud.